# Bundesautobahn 17
La Bundesautobahn 17, abbreviata anche in BAB 17, è una autostrada tedesca che conduce da Dresda, diramandosi dalla BAB 4, in direzione sud verso il confine ceco sui Monti Metalliferi, dove finisce. Da lì continua come D8 fino a Praga.
Il suo percorso si sviluppa interamente in Sassonia, fa parte dell'itinerario della Strada europea E55 e, nella sua lunghezza limitata a meno di 45 km, si caratterizza per la presenza di un numero di viadotti e gallerie superiore alla media rispetto alle altre autostrade tedesche.

## Percorso

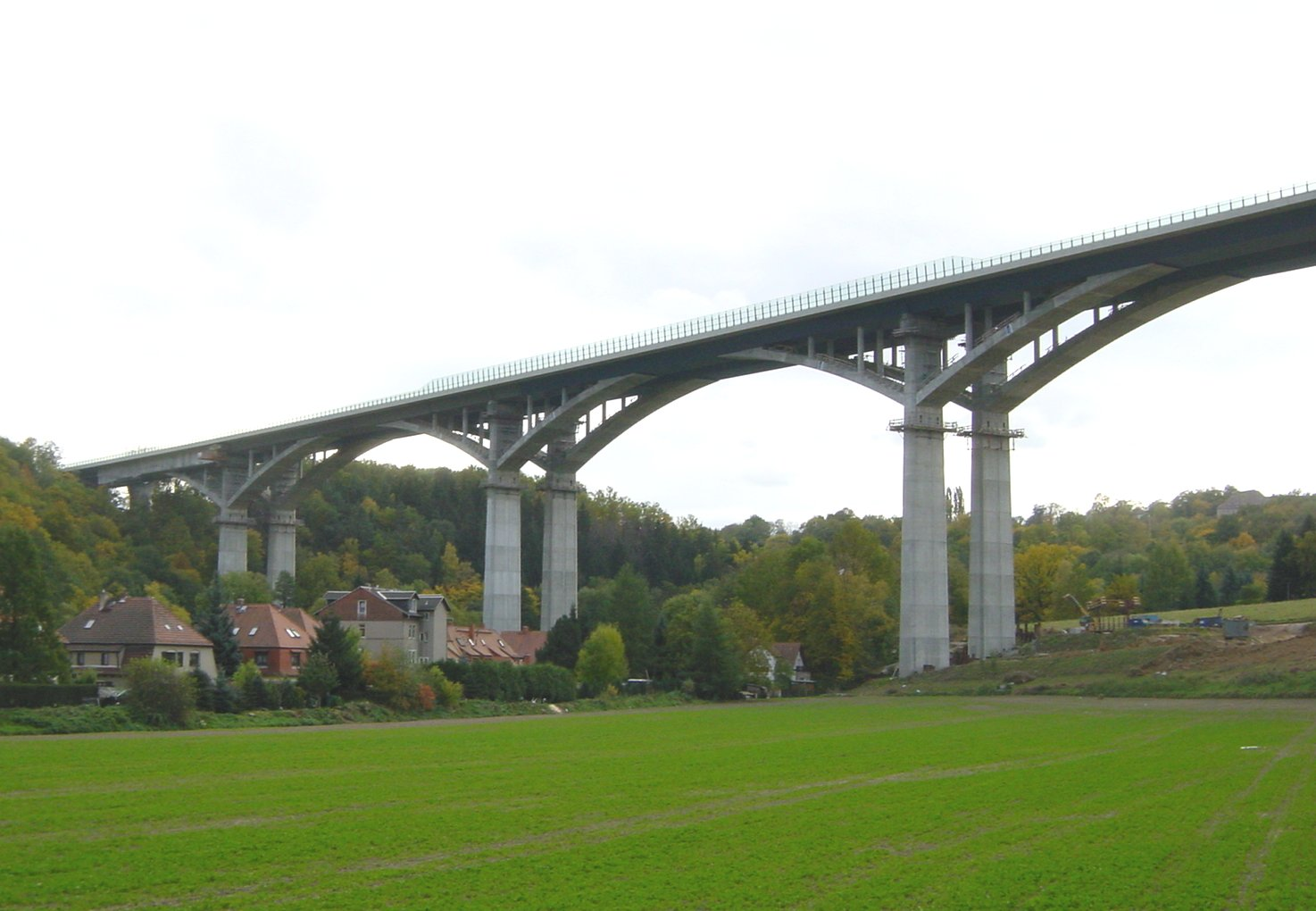
Viadotto Lockwitztalbrücke

| BAB 17 |           |                                    |      |                |                |
| Tipo   | n° uscita | Indicazione                        | km   | Corrispondenze | Strada europea |
|        | 1         | Trivio di Dresden West             | 0,0  |                |                |
|        | 2         | Dresden Gorbitz                    | 3,0  |                |                |
|        | 3         | Dresden Sudvorstadt                | 12,5 |                |                |
|        | 4         | Dresden Prohlis                    | 15,5 |                |                |
|        | 5         | Heidenau                           | 19,1 |                |                |
|        | 6         | Pirna                              | 24,9 |                |                |
|        | 7         | Bahretal                           | 29,9 |                |                |
|        | 8         | Bad Gottleuba                      | 38,9 |                |                |
|        | 9         | Confine di Stato - Repubblica Ceca | 44,7 |                |                |